# Блинова, Евгения Петровна
Евгения Петровна Блинова (24 декабря 1906  [6 января 1907], Смоленская губерния — 1979, Москва) — советский скульптор.

## Биография
Евгения Блинова родилась 24 декабря 1906 (6 января 1907) года в деревне Пустошки Смоленской губернии. В детстве осталась сиротой, была беспризорницей, затем попала в детский дом. В 1925—1931 годах училась на скульптурном факультете московского Вхутеина у И. С. Ефимова, В. И. Мухиной и И. М. Чайкова.
Состояла в Российской ассоциации пролетарских художников. Член Союза художников СССР с 1932 года. Участвовала в художественных выставках с 1933 года. В 1941 году вступила в КПСС.
В 1931—1936 годах жила и работала в Магнитогорске, затем переехала в Москву. Во время Великой Отечественной войны служила радисткой и медсестрой под Москвой и Сталинградом.
Умерла в 1979 году в Москве.

## Творчество
В 1932 году выполнила бюсты магнитогорских передовиков X. Галиуллина, Е. Ащеулова, Е. Джапаридзе, Д. Богатыренко, Н. Кизенко для «Аллеи ударников» в ЦПКиО им. Горького в Москве. Занималась скульптурным оформлением общественных зданий и территорий Магнитогорска. Выполнила скульптуру «Девушка с виноградом», фигуры физкультурников, рельефы для клуба металлургов. В 1936 году выполнила в дереве скульптуру «Старая киргизка». В 1939 году участвовала в конкурсе проектов памятника Максиму Горькому в Москве.
По теме Великой Отечественной войны выполнила серию работ «По дорогам войны», портреты снайпера Н. В. Ковшовой, снайпера Миколы Швеца, композицию «За Родину», скульптуры «Партизанка», «Перед операцией», «Выносят раненого», «Сестрица». Эти работы посвящены героическому подвигу советского народа в войне.
В 1949 году занималась скульптурным оформлением станции «Таганская» Кольцевой линии Московского метрополитена. Выполнила центральное панно из майолики, изображающее И. В. Сталина в окружении трудящихся и детей (совместно с П. А. Баландиным) и барельефы на сводах (совместно с А. Д. Бржезицкой и П. М. Кожиным).
В 1968—1970 годах выполнила скульптурную группу «Восстание мадонны», изображающую стоящих рядом вьетнамку, кубинку и негритянку, прижимающих к себе детей. В тот же период завершила работу над мраморным бюстом «Крупская в молодости». В первой половине 1970-х выполнила из дерева скульптуру «Женская голова».
Выполнила ряд произведений в фарфоре (в собрании Музея керамики в Кусково). Автор нескольких монументальных произведений, среди которых памятник В. И. Ленину в Новомосковске (бетон, 1973) и на Волге у Саратова (бронза, 1974).
В 1976 году в Москве состоялась персональная выставка Евгении Блиновой.